# Svínoy

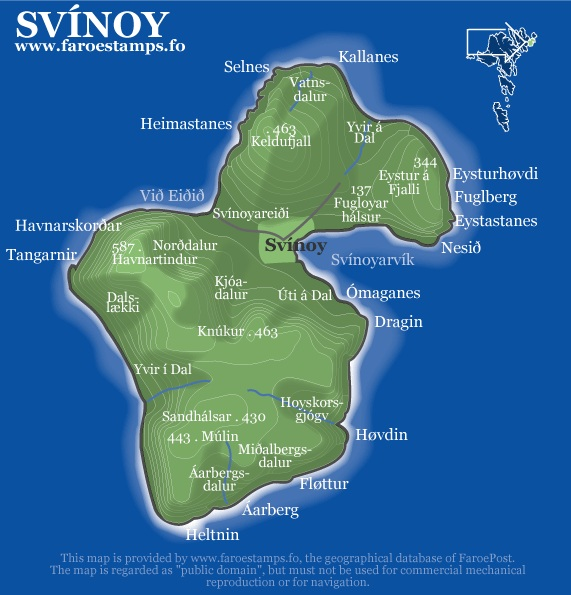
Karta över ön

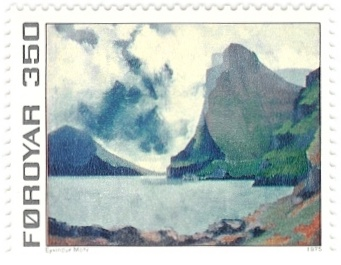
Frimärke föreställande öarna Viðoy och Svínoy från år 1975, motiv av Eyvindur Mohr.

Svínoy (danskinspirerad äldre namnform: Svinö) är en av de arton öar som utgör ögruppen Färöarna. Öns totala area är 27,4 km² och det högsta berget är Havnartindur med sina 586 meter över havet. Den enda orten, eller byn, är Svínoy som ligger på den östra sidan av ön. På den västra sidan av ön ligger färjeläget. Ön har totalt 73 invånare (2004).
På ön och i Svínoys by finns det en kyrka som byggdes 1878.

## Bildgalleri

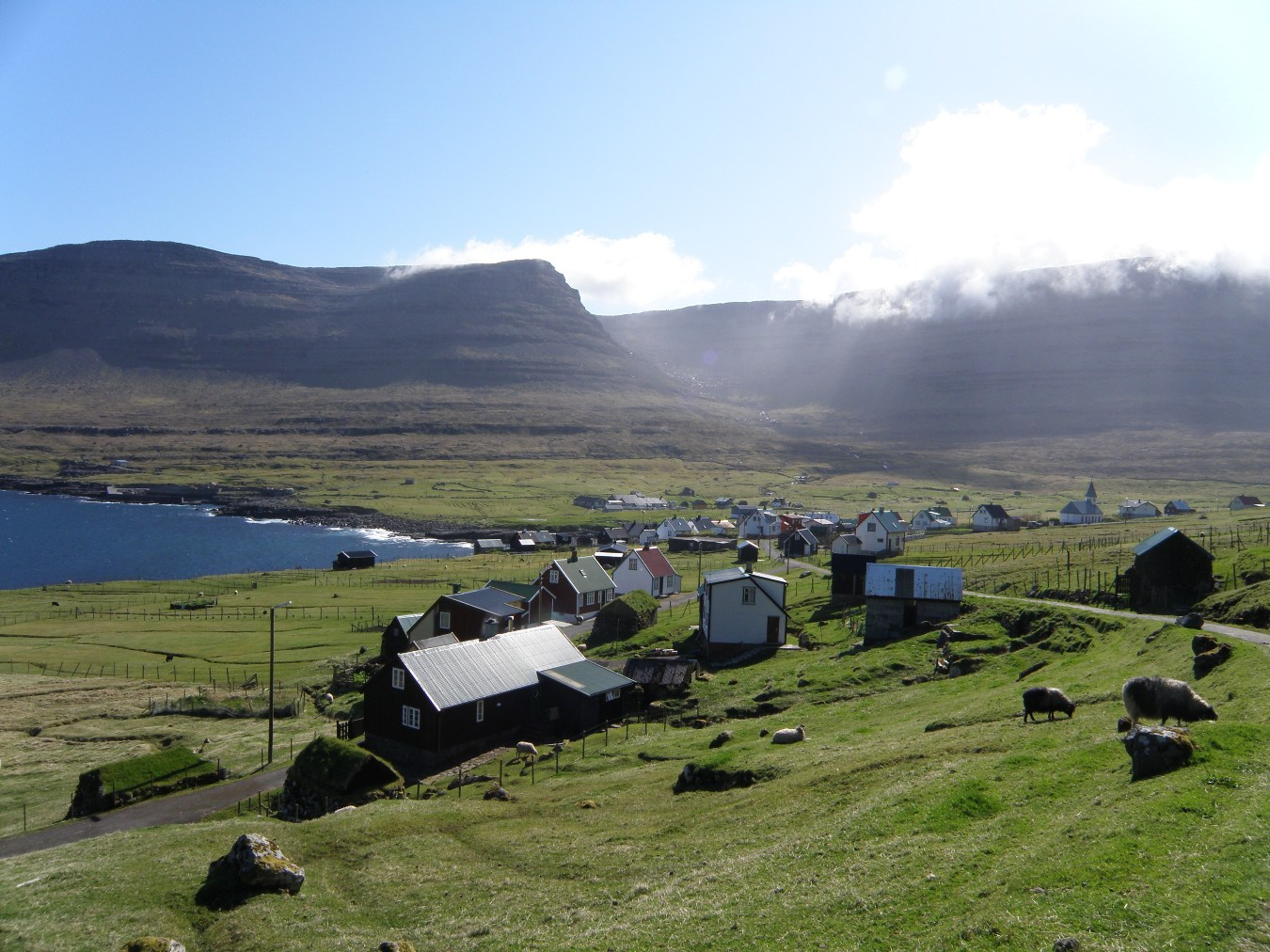
Byn Svínoy
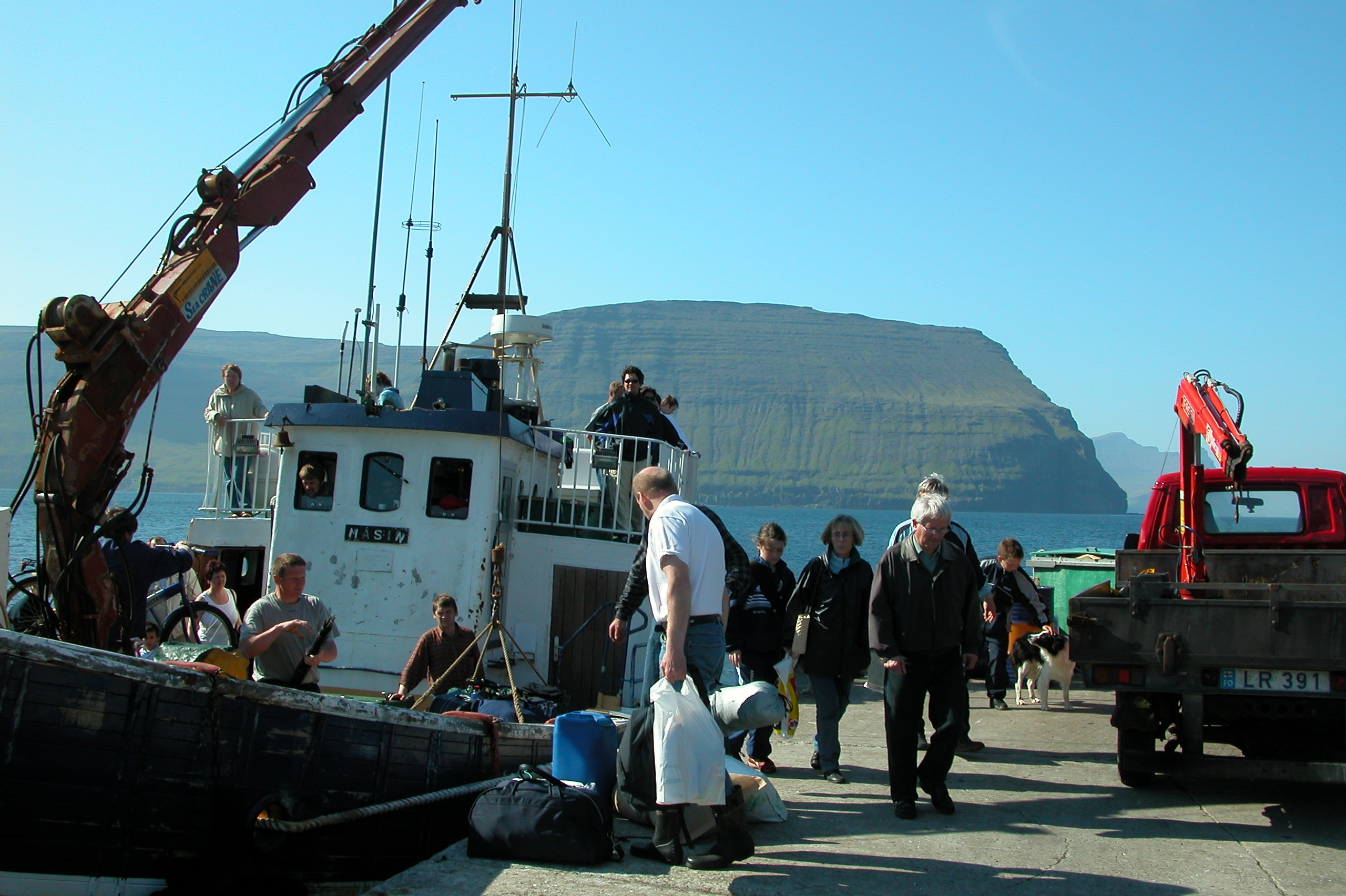
Gamla färjan Másin vid bryggan i Svínoy
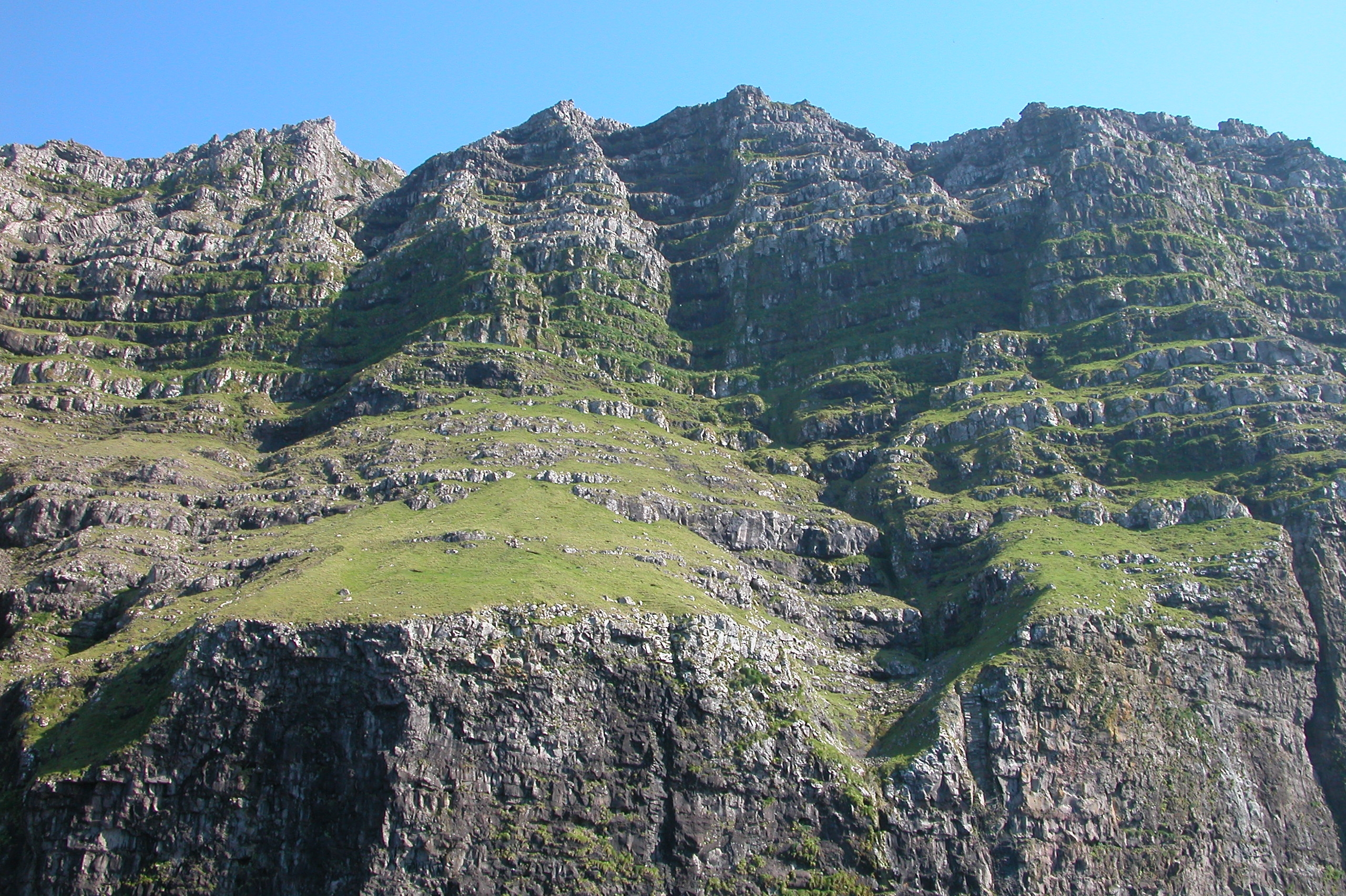
Svínoys berg vid kusten
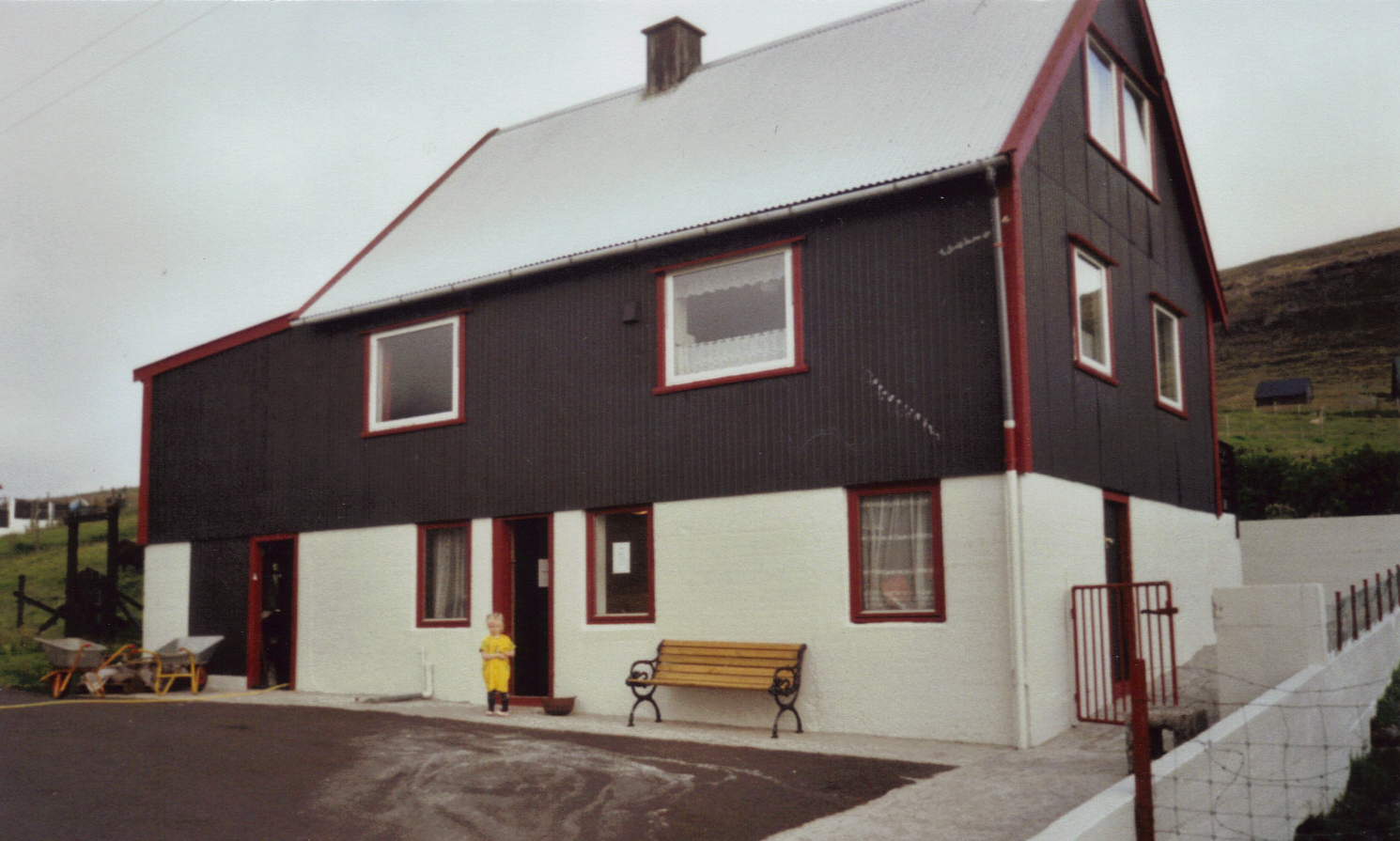
Handelsaffären på Svínoy